# 崇寿寺塔
崇寿寺塔位于陕西省渭南市蒲城县城内，又称北寺塔，1957年被列为第二批陕西省文物保护单位，2013年被列为第七批全国重点文物保护单位。
崇寿寺早已被毁，仅存诸佛舍利宝塔。塔建于北宋绍圣三年（1096年），系密檐式砖塔，平面呈方形，共十三层，高45米。